# P-10A
docomo STYLE series P-10A（ドコモ スタイル シリーズ ピー いち ゼロ エー）は、パナソニック モバイルコミュニケーションズによって開発された、NTTドコモの第三世代携帯電話（FOMA）端末である。docomo STYLE seriesの端末。「防水Wオープンスタイルケータイ」という名称がある。

## 概要
2008年冬モデルのP-03Aをベースに、防水化させたモデル。ドコモ向けのパナソニック端末で初の防水端末である。P-03A同様、2wayキーは採用されていない。
デザインは、P-03Aと同じWオープンスタイルであり、これにIPX5/IPX7等級の防水性能を持たせた。背面は左右対称のP-03Aから、ドコモが同日発表した他社の防水端末でも見られた、左右非対称デザインになった。左側のヒンジ部寄りに縦置きで搭載された0.8インチサブディスプレイは有機ELの1万1340色カラー表示で、表示内容をカスタマイズしたり、後述のキャラクターを表示したりできる。
内蔵キャラクターとして、NHKエンタープライズなどから使用承諾を受けて「にこにこぷん」や「できるかな」などのコンテンツを入れており、待受画面やメニュー、発着信画面、デコメ素材で使用できる。デコメ絵文字はそれにあわせ1000個プリインストールされている。
カメラは320万画素CMOSを採用し、標準 ポートレート スポーツ 料理 風景 ナイトモード 逆光 文字 雪 夕焼け ペットといった撮影モード、顔認識フォーカス機能・手ブレ補正などを搭載している。ただし、フォトライトやP-03Aにあったインカメラは搭載されていない。
その他の機能や対応サービスは、P-03Aを引き継いでいる。iモードブラウザの高機能化、2in1のiモードメールのBナンバー着信、電池残量表示の細分化、GSMローミングには対応していない。
最大16GBまでのmicroSDHCカードを利用できる。
2009年10月16日、新色が2色が追加された。
| 主な対応サービス                   | 主な対応サービス                                                    | 主な対応サービス                       | 主な対応サービス                                     |
| ---------------------------------- | ------------------------------------------------------------------- | -------------------------------------- | ---------------------------------------------------- |
| タッチパネル                       | FOMAハイスピード7.2Mbps                                             | Bluetooth                              | DCMX／おサイフケータイ                               |
| iアプリオンライン／地図アプリ      | 直感ゲーム／メガiアプリ                                             | iウィジェット                          | マチキャラ／iコンシェル                              |
| ホームU／ポケットU                 | GPS／ケータイお探し                                                 | デコメール／デコメ絵文字／デコメアニメ | iチャネル                                            |
| 着もじ／プッシュトーク             | テレビ電話／キャラ電                                                | 電話帳お預かりサービス                 | フルブラウザ                                         |
| おまかせロック／バイオ認証         | 外部メモリーへiモードコンテンツ移行／ユーザーデータ一括バックアップ | トルカ                                 | iC通信／iCお引越しサービス                           |
| きせかえツール／ダイレクトメニュー | バーコードリーダ／名刺リーダ                                        | 2in1                                   | エリアメール／ソフトウェアーアップデート自動更新     |
| GSM／3Gローミング（WORLD WING）    | 着うたフル／うた・ホーダイ                                          | Music&Videoチャネル／ビデオクリップ    | デジタルオーディオプレーヤー(WMA)(AAC)(SDオーディオ) |

## プリインストールiアプリ
以下のiアプリが購入時に端末にプリインストールされている。
| アプリ名                    | 概要                                                                                             |
| --------------------------- | ------------------------------------------------------------------------------------------------ |
| ケータイTOOL クッキング     | 「キッチンタイマー」で指定した時間経過後、アラームを鳴らすことができます                         |
| ズーキーパーDX Ver.P        | パズルゲーム                                                                                     |
| Gガイド番組表リモコン       | 地上デジタル・地上アナログ・BSデジタルのテレビ番組表とAVリモコン機能がひとつになったiアプリ      |
| モバイルGoogleマップ        | Googleマップのアプリ。GPSを使った道案内、経路検索、 衛星写真、ストリートビューなどを利用できる   |
| 地図アプリ                  | GPS機能を利用して、目的地を検索したり、乗り換え案内を駆使した、 交通手段によるルートを表示が可能 |
| iD設定アプリ                | おさいふケータイクレジット決済サービスiDの設定アプリ                                             |
| DCMXクレジットアプリ        | NTTドコモが提供するおさいふケータイクレジットDCMXの設定アプリ                                    |
| FOMA通信環境確認アプリ      | FOMAハイスピードエリアを利用できるかを確認することができるiアプリ                                |
| モバイルSuica登録用iアプリ  | モバイルSuica契約用のiアプリ                                                                     |
| iアプリバンキング           | モバイルバンキングを簡単に利用するためのアプリ                                                   |
| マクドナルド トクするアプリ | 日本マクドナルドのかざすクーポンなどを利用するためのアプリ                                       |
| 楽オクアプリ                | 楽天オークション用のアプリ                                                                       |

## ワンセグ機能
- EPG（録画予約も可）
- 字幕放送
- 「モバイルWスピード」
- ECOモード（モバイルWスピードをなしにするなどで消費電力を抑えて、ワンセグ稼働時間を延ばす）
- MicroSDカードへの録画機能が再度16GBまで対応

## 歴史
- 2009年3月16日 - 電気通信端末機器審査協会（JATE）通過
- 2009年3月17日 - 技術基準適合証明（TELEC）通過
- 2009年5月19日 - F-08A・F-09A・N-06A・N-07A・N-08A・N-09A・P-07A・P-08A・P-09A・P-10A・SH-05A・SH-06A・SH-07A・L-04A・L-06A・HT-03A・T-01Aの開発を発表。
- 2009年6月11日 - 発売開始。
- 2009年9月15日 - F-02A・L-03A・N-03A・P-03A・P-10Aと同時に、RASPBERRY PINK・AQUA BLUEの新色を、2009年10月に発売予定と発表。
- 2009年10月16日 - 新色（ラズベリーピンク・アクアブルー）の販売開始。

## 不具合
2009年10月8日に以下の不具合の修正がソフトウェアの更新でなされた。
- メール本文の文字の一部が太く表示される場合がある

2011年5月12日に以下の不具合の修正がソフトウェアの更新でなされた。
- フォントサイズを変更すると、絵文字の色指定が有効にならない場合がある。